# Flüeli-Ranft

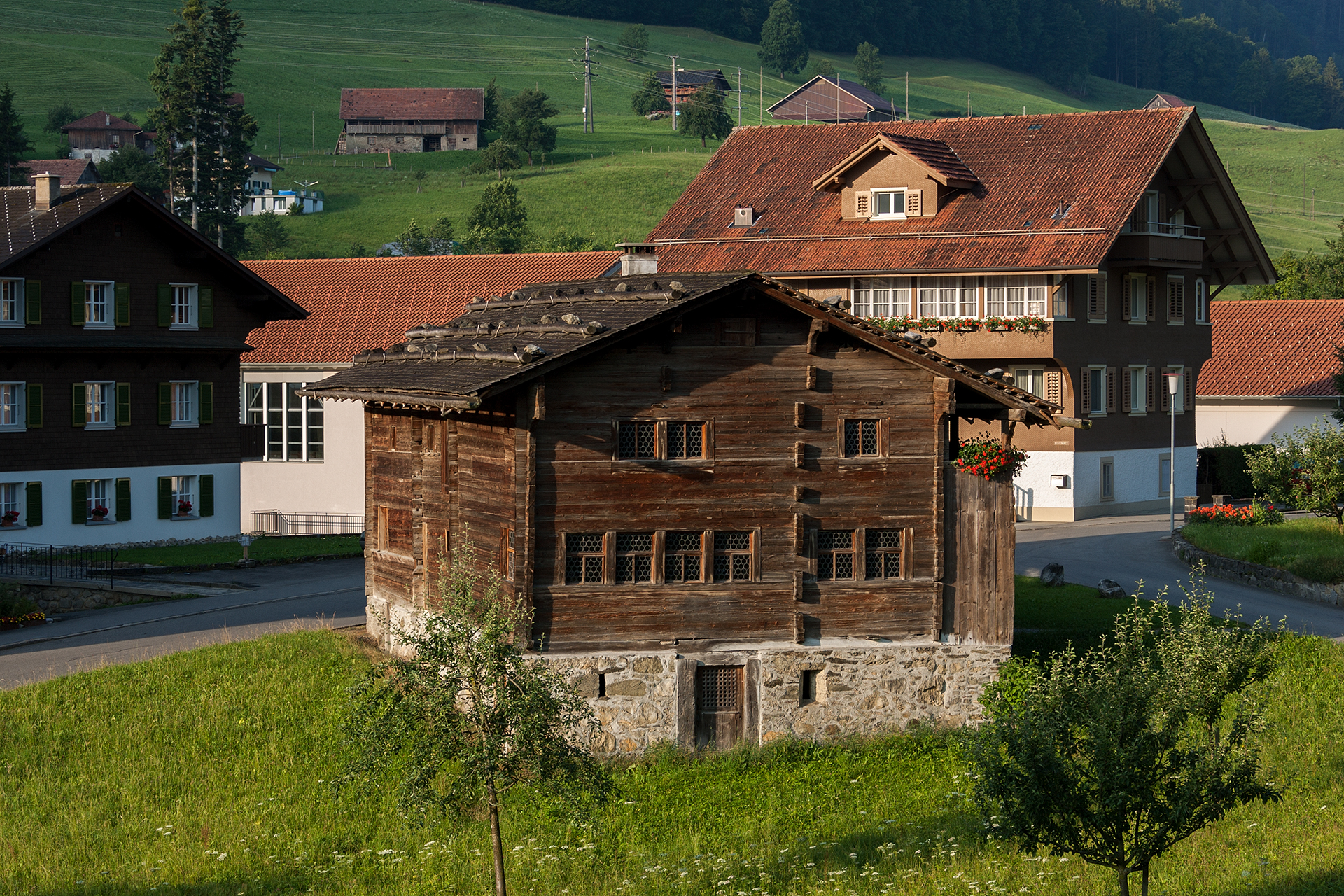
Geburtshaus des Niklaus von Flüe

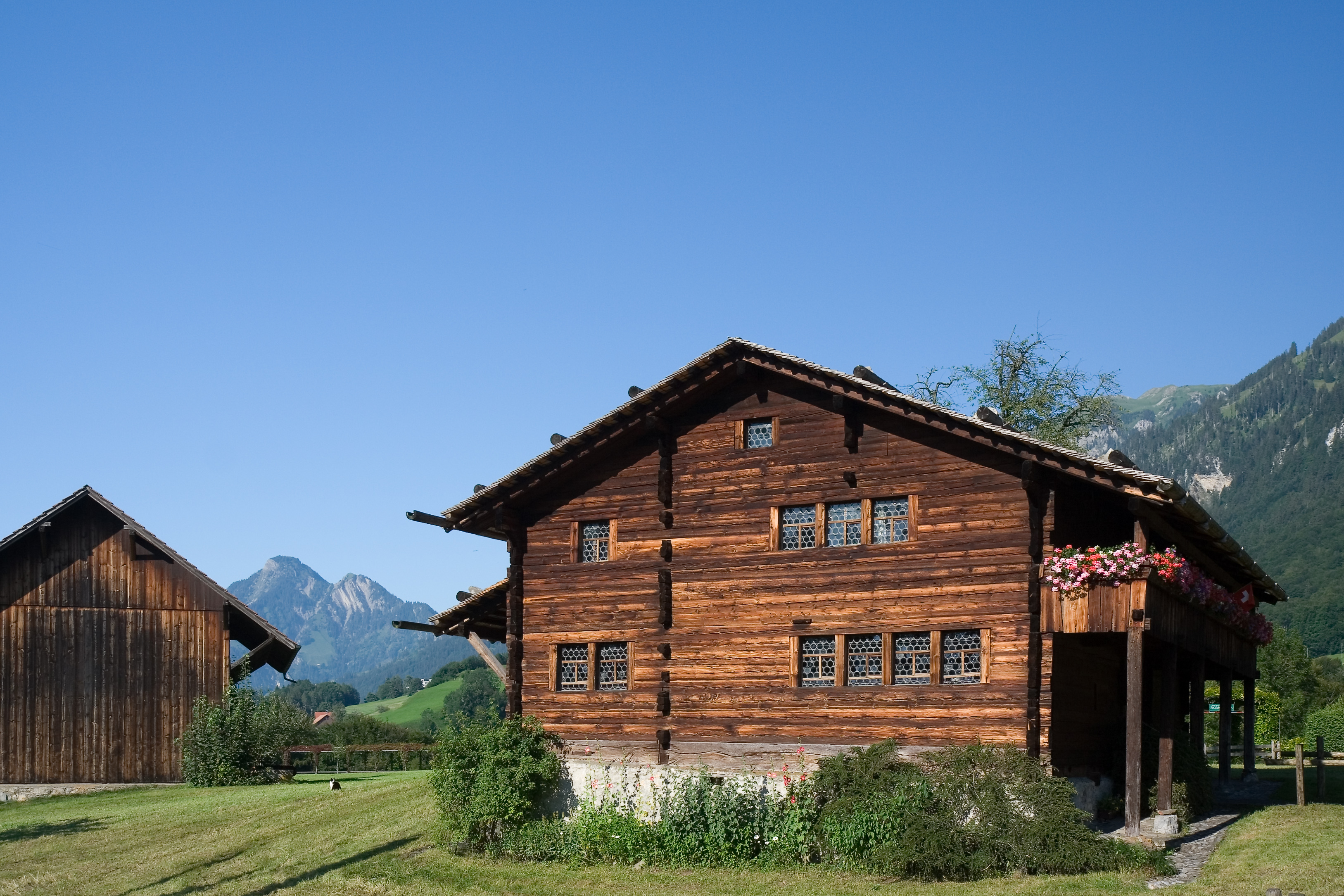
Wohnhaus des Niklaus von Flüe

Flüeli-Ranft ist ein Schweizer Dorf in der Gemeinde Sachseln im Kanton Obwalden. Der Ort war die Heimat und Wirkungsstätte des Schweizer Nationalheiligen Niklaus von Flüe, der als Bruder Klaus bekannt ist, und ist daher ein Wallfahrtsort.

## Geographie
Flüeli-Ranft liegt auf einer Anhöhe auf 728 m ü. M. am Eingang des Melchtals. Im Hintergrund zeigen sich die markanten Melchtaler Berge: der Widderfeld Stock, das Nünalphorn und der 2676 m ü. M. hohe Huetstock. Die Lage auf einem durch einen Felsenrücken zum Tal hin abgeschirmten Zwischenplateau verleiht dem Dorf einen speziellen Charakter. Dieser Felsen (alemannisch: Flue oder Flüe) gab zusammen mit dem Ranft (eine Schlucht am Ortsrand) dem Ort seinen Namen. Auf dem Felsen thront von weither sichtbar die Dorfkapelle St. Karl Borromäus.

## Sehenswürdigkeiten
Im Dorf kann das Geburtshaus und das Wohnhaus des Eremiten und Nationalheiligen Niklaus von Flüe (1417–1487) besichtigt werden, der als Bruder Klaus bekannt ist. In der Ranftschlucht ist neben den zwei Pilgerkapellen Obere und Untere Ranftkapelle auch die Zelle des Eremiten erhalten, wohin er sich 1467 zurückzog.
Das Dorfbild von Flüeli-Ranft ist im Inventar der schützenswerten Ortsbilder der Schweiz (ISOS) als schützenswertes Ortsbild der Schweiz von nationaler Bedeutung eingestuft.
Neben dem regen Pilgerbetrieb im Sommer ist Flüeli-Ranft als Ausgangspunkt für Wanderungen und Mountainbiketouren beliebt. Ein Ziel ist dabei die Älggi-Alp mit dem Mittelpunkt (Flächenschwerpunkt) der Schweiz.

### Regelmässige Veranstaltungen
- Buebeschwinget (Jungschwingertag), im Frühsommer
- Bundesfeier des Dorfvereins Freunde Flüeli-Ranft[3] am 1. August
- St. Niklauseinzug und Waldsamiglois der St. Niklaus Gesellschaft Flüeli-Ranft, Ende November
- Ranfttreffen, Erlebnisnacht für Jugendliche, organisiert von Jungwacht Blauring[4], Mitte Dezember
- Bis 2017 fand jeweils Anfang Mai die Abbiglä-Party statt, die Saison-Abschluss-Party des Skiclubs Flüeli-Ranft[5]

## Wirtschaft und Infrastruktur
Flüeli-Ranft ist geprägt von der Landwirtschaft und vom Pilgerbetrieb. An Übernachtungsmöglichkeiten bietet der Ort neben dem Jugendstil-Hotel Paxmontana noch drei weitere Hotels, eine Jugendunterkunft und das Bildungshaus Zentrum Ranft (ehemals Hotels Stolzenfels, Friedensdorf der Dorothea-Schwestern und Via Cordis) sowie zahlreiche Ferienwohnungen und Privatzimmer. Ausser den Hotelrestaurants gibt es ein weiteres Restaurant sowie ein Bistro und einen Kiosk. Ein Dorfladen bestand bis Februar 2014.
Am Ortsrand stehen die ehemaligen Gebäude des Schul- und Therapieheims der Stiftung Juvenat der Franziskaner, das im August 2017 seinen Sitz nach Melchtal verlegt hat.

Luftbild von 1947

### Verkehrsanbindung
Die Postautolinie 351 verbindet Flüeli-Ranft mit dem Bahnhof Sachseln und weiter bis zum Bahnhof Sarnen. Zusätzlich verkehrt am Abend das Postauto 343 von Sarnen über Kerns nach Flüeli-Ranft. Der Jakobsweg von Stans verläuft durch Flüeli-Ranft, Giswil und Lungern über den Brünigpass und weiter nach Interlaken.

## Bilder

Das Jugendstil-Hotel Paxmontana
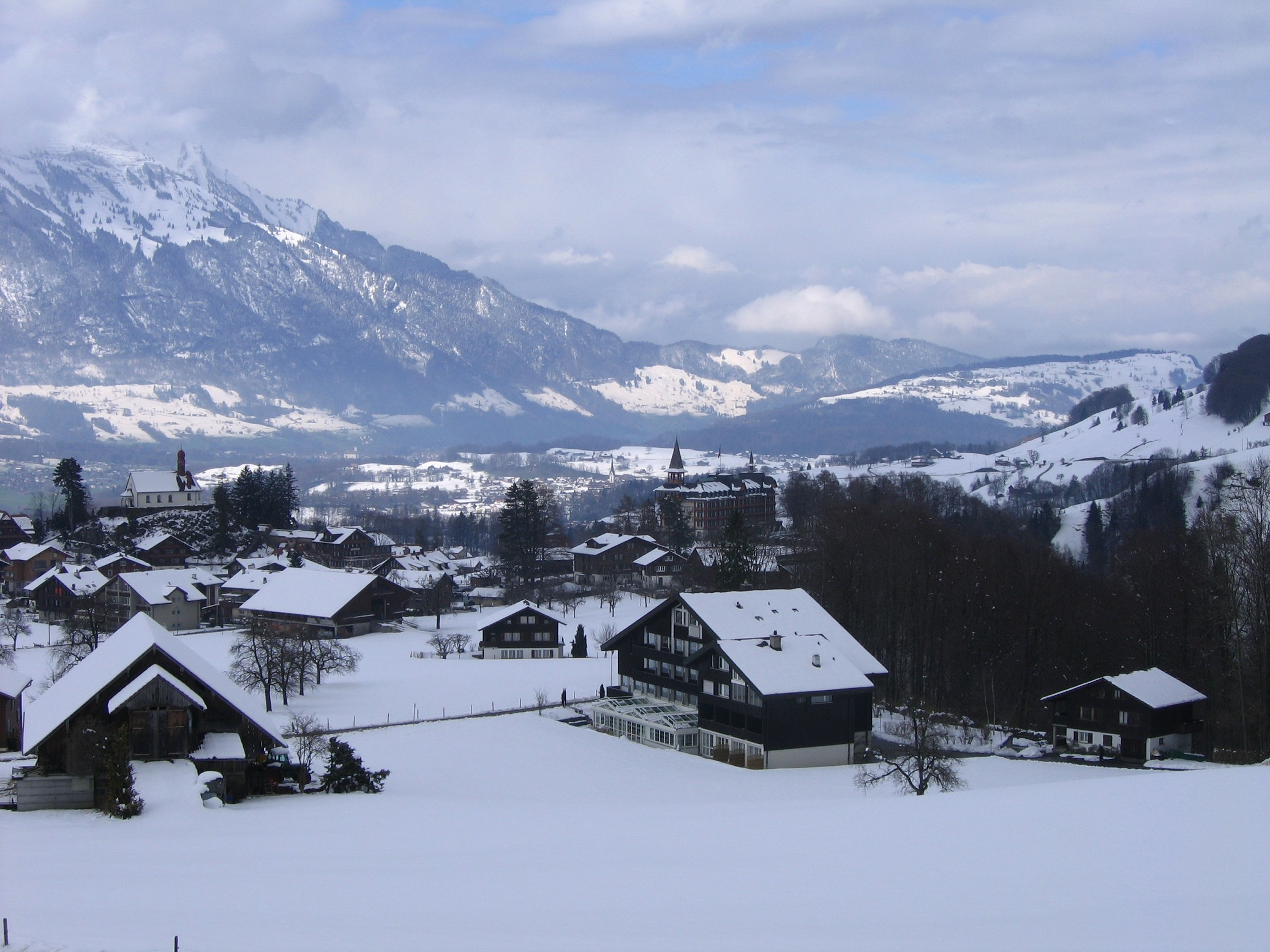
Flüeli-Ranft von Süden betrachtet, im Hintergrund das Pilatusmassiv
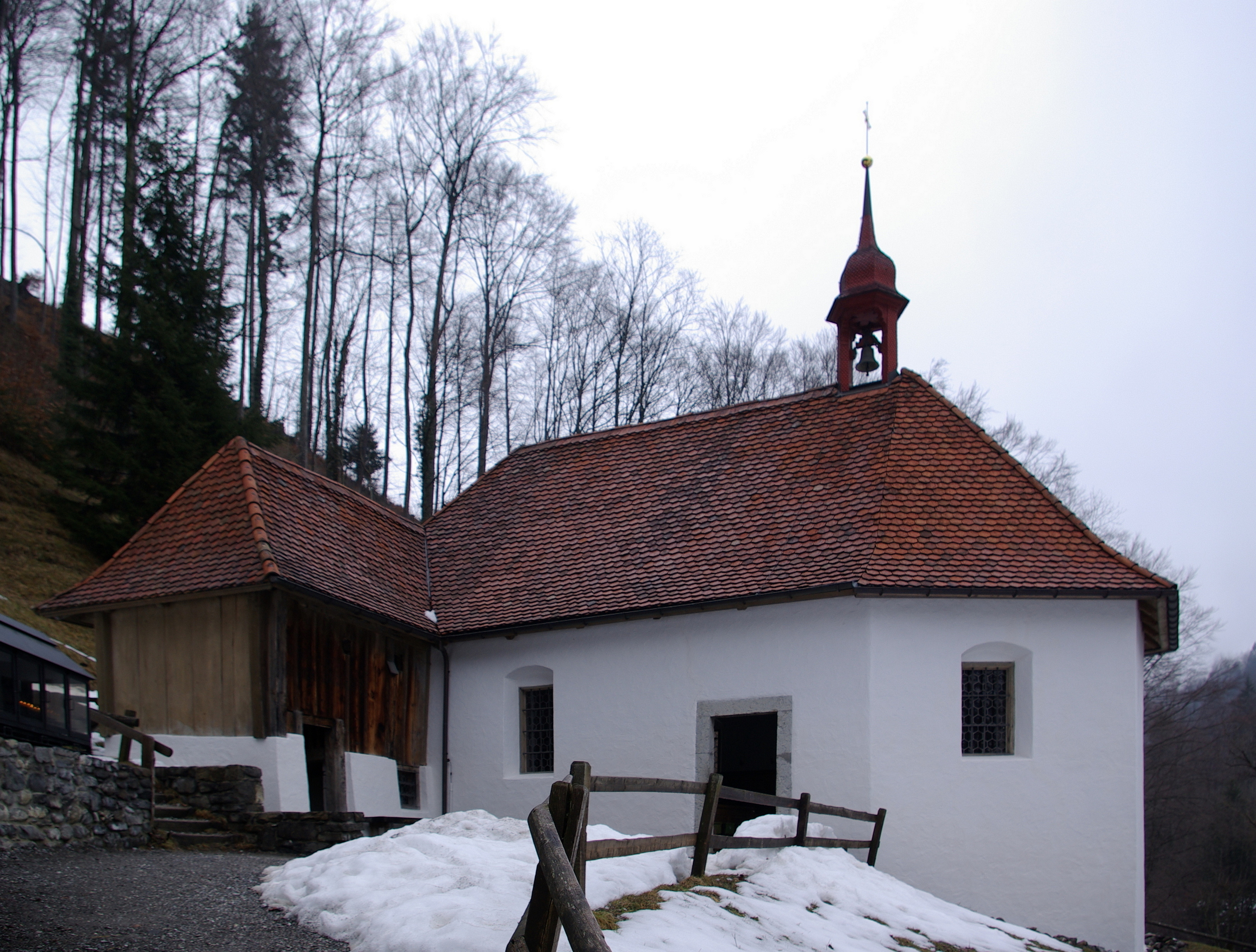
Obere Ranftkapelle, links die Klause von Bruder Klaus
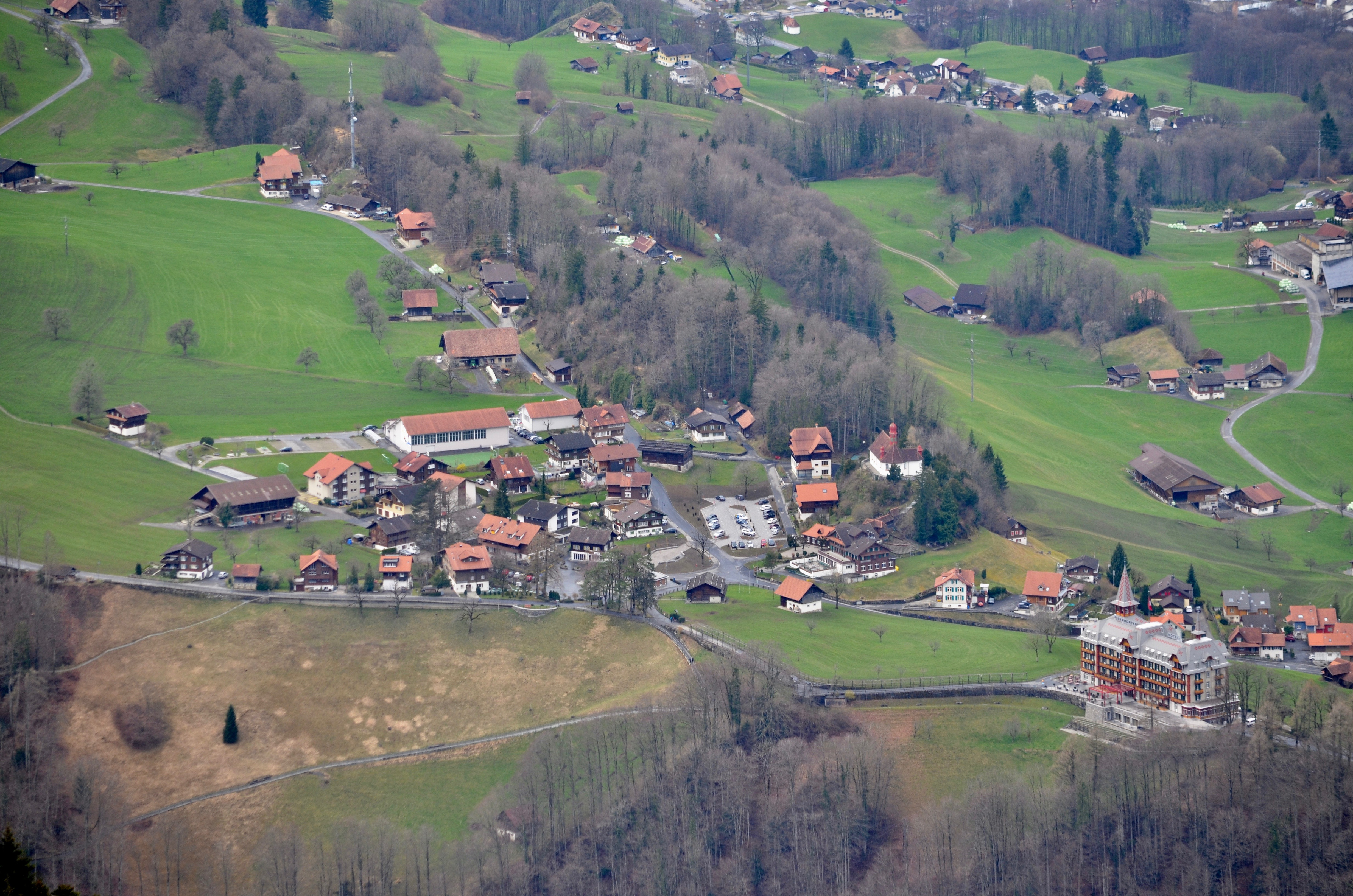
Flüeli-Ranft von Osten (St. Niklausen) aus gesehen
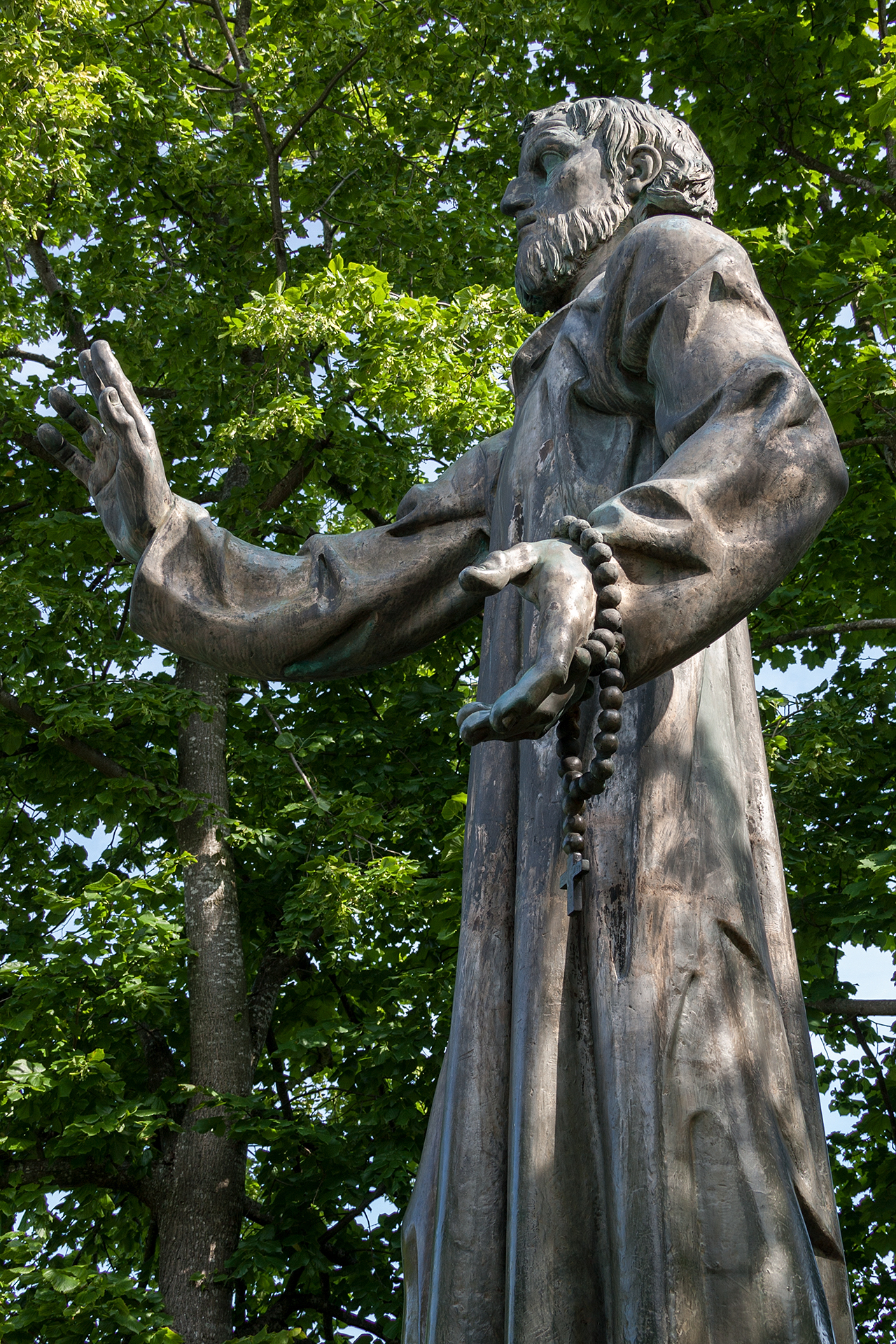
Skulptur Niklaus von der Flue
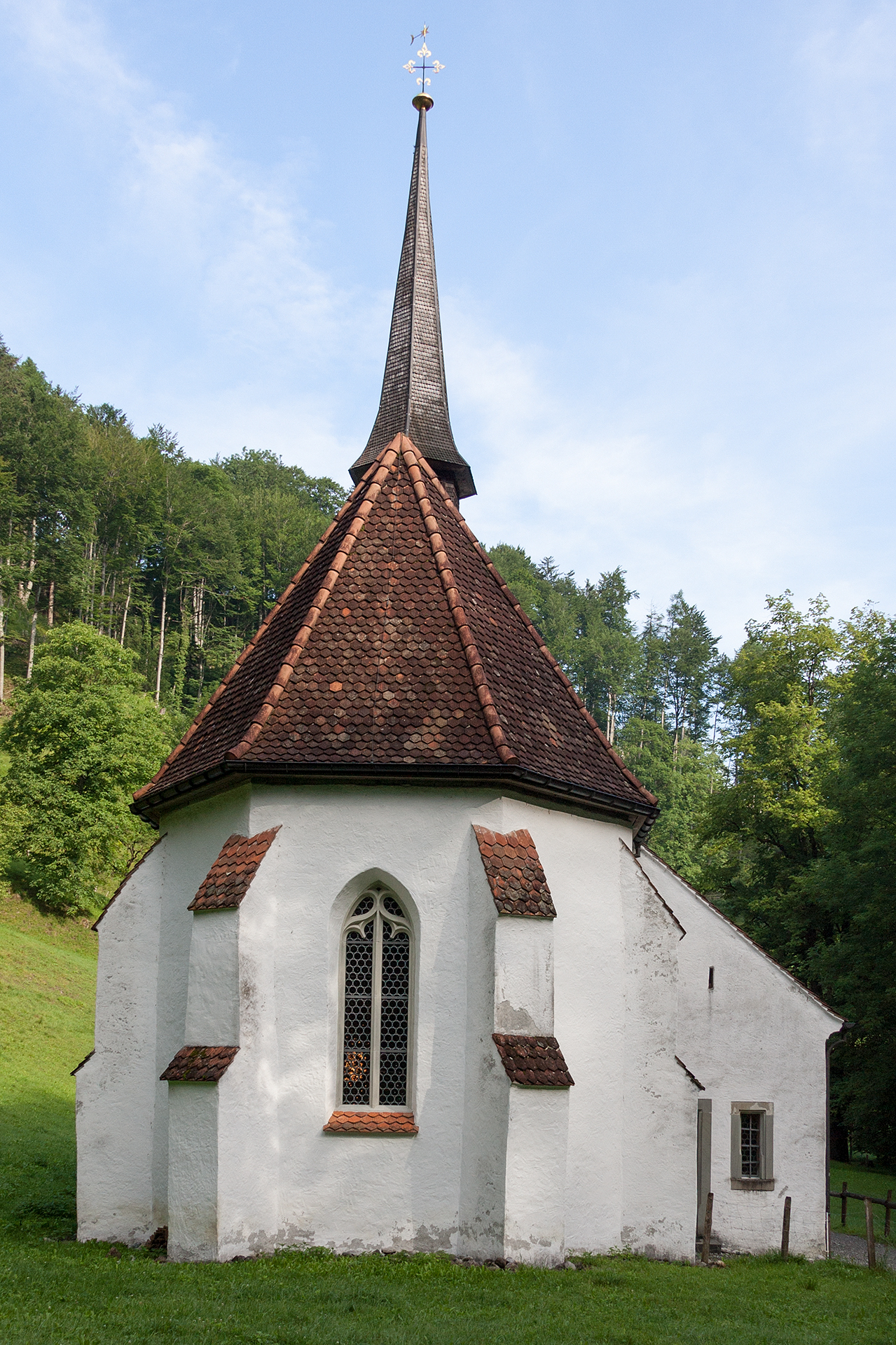
Untere Ranft-Kapelle
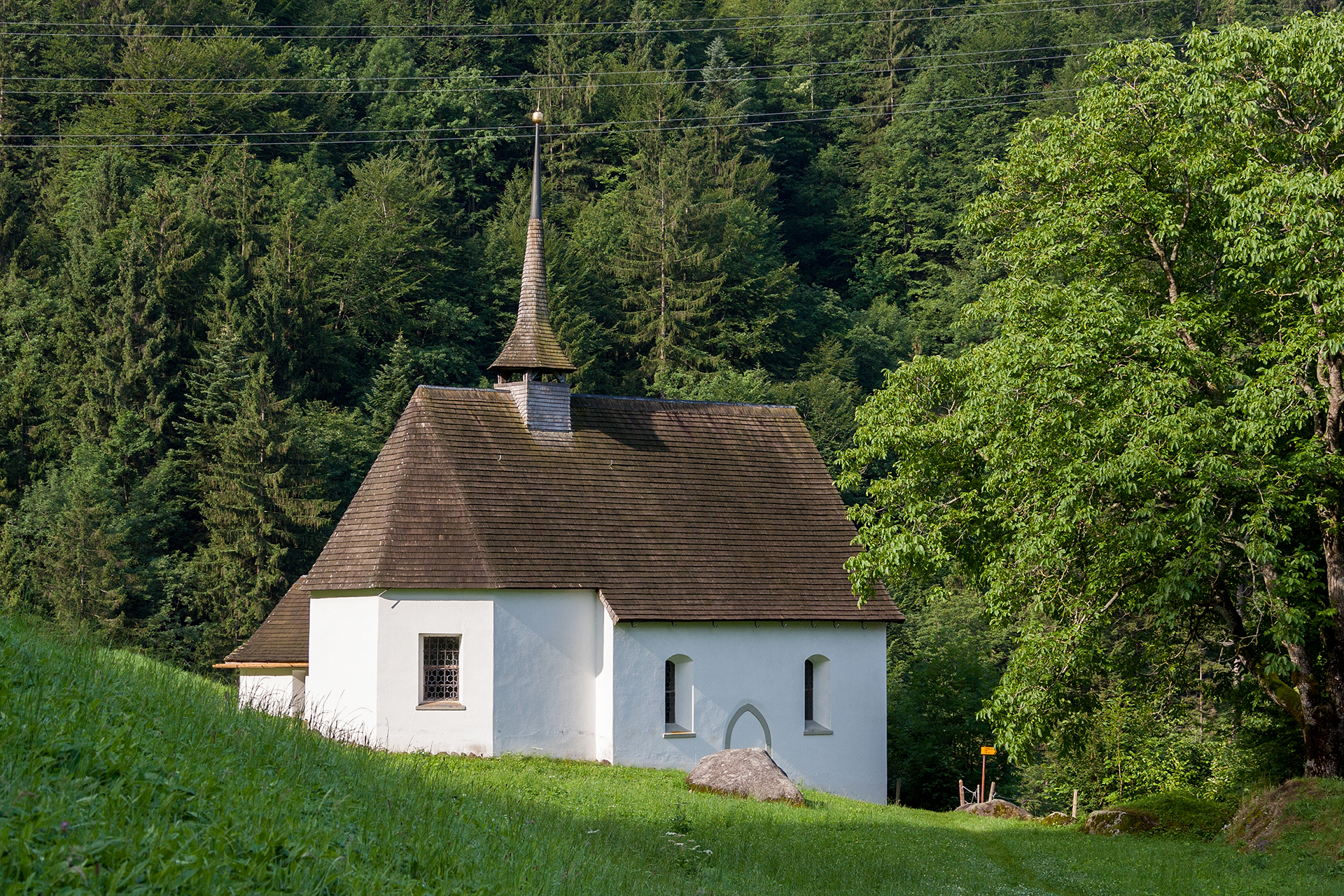
Ulrichskapelle, auch Möslikapelle, auf der rechten Seite der Ranftschlucht